# مسرح الرعب
مسرح الرعب الفكاهي، أو المسرح الأدريناليني، تم تأسيسه على يد الفنان الكويتي عبد العزيز المسلم، حيث شهد النور عام 1995 في مسرحية الرعب الفكاهية «مصاص الدماء» وهي من تأليفه وإخراجه بمساعدة عمه المخرج والمؤلف الراحل عبد الرحمن المسلم.

## مؤسسين مسرح الرعب
| اسم الممثل        | مسرحيات الرعب التي قام ببطولتها                                        |
| ----------------- | ---------------------------------------------------------------------- |
| عبد العزيز المسلم | جميع مسرحيات الرعب                                                     |
| علي المفيدي       | مصاص الدماء، زمن دراكولا، ينانوة الفريج                                |
| غانم الصالح       | البيت المسكون، قصر الرعب ,البيت المسكون2                               |
| جمال الردهان      | مصاص الدماء، زمن دراكولا، قصر الرعب، مصاص الدماء 2009، فندق الرعب      |
| باسمة حمادة       | مصاص الدماء، البيت المسكون، زمن دراكولا، الرجل الذئب، فندق الرعب       |
| هيا الشعيبي       | البيت المسكون، قصر الرعب، الرجل الذئب، صرخة الرعب                      |
| انتصار الشراح     | زار وطار , اشباح ام علي                                                |
| عادل المسلم       | هاجر , عاشقة الجن , فندق الرعب , مصاص الدماء 2 , فندق الرعب, قصر الرعب |